# Michael Inden
Michael Inden (* 1971 in Bremen) ist ein deutscher Fachbuch-Autor mit dem Schwerpunkt Informatik.

## Leben
Michael Inden studierte Informatik an der Carl-von-Ossietzky-Universität Oldenburg und ist Oracle-zertifizierter Java-Entwickler. Seine Publikationen erscheinen beim dpunkt.verlag, der in die Heise-Medien-Gruppe eingegliedert ist. Er ist Sprecher auf fachspezifischen Konferenzen sowie Autor und Gutachter fachspezifischer Publikationen beim dpunkt-Verlag.
Inden lebt heute in Zürich.

## Schriften (Auswahl)
- Python Challenge, dpunkt, Heidelberg 2021, ISBN 978-3-86490-809-5
- Der Weg zum Java-Profi. dpunkt, Heidelberg 2011; 5. akt. A. 2020, ISBN 978-3-86490-707-4
- Java Challenge, dpunkt, Heidelberg 2020, ISBN 978-3-86490-756-2
- Java 8 – die Neuerungen. dpunkt, Heidelberg 2014; 2. akt. A. 2015, ISBN 978-3-86490-290-1.
- Der Java-Profi. Persistenzlösungen und REST-Services. dpunkt, Heidelberg 2016, ISBN 978-3-86490-374-8.
- Java – die Neuerungen in Version 9 bis 12. dpunkt, Heidelberg 2019, ISBN 978-3-86490-672-5.